# Rybienko Leśne
Rybienko Leśne – część miasta i osiedle (od 1961) w południowo-zachodniej części Wyszkowa (województwo mazowieckie).
Rybienko Leśne jest położone na lewym brzegu Bugu; ośrodek turystyczno-letniskowy i osiedle willowe. Na osiedlu znajdują się m.in.:
- przystanek osobowy Rybienko,
- kościół parafialny pw. Matki Bożej Królowej Polski w stylu zakopiańskim wybudowany w latach 1933–1936,
- willa „Siewierzanka” wybudowana w latach 1933–1936 (wszystkie obiekty przy Alei Wolności),
- Szkoła Podstawowa nr 3 im. Stanisława Wróbla "Jaskółki" (ul. Batorego 6).

## Historia
Rybienko Leśne to dawniej samodzielna wieś-letnisko. W latach 1867–1954 należało do gminy Somianka w powiecie pułtuskim, początkowo w guberni łomżyńskiej. a od 1919 w woj. warszawskim. Tam 14 października 1933 weszło w skład gromady o nazwie Drogoszewo w gminie Somianka, składającej się ze wsi Drogoszewo i letniska Rybienko Leśne. 1 listopada 1938 usamodzielniło się od Drogoszewa jako samodzielna gromada Rybienko Leśne w gminie Somianka
28–31 V 1943 masowe egzekucje dokonane przez Niemców.
Jesienią 1954, w związku z reformą administracyjną kraju znoszącą gminy, włączone do nowo utworzonej gromady Rybienko Leśne w powiecie pułtuskim. 1 stycznia 1956 wraz z całą gromadą Rybienko Leśne weszło w skład nowo utworzonego powiatu wyszkowskiego w województwie warszawskim. Po zniesieniu gromady Rybienko Leśne 31 grudnia 1959 włączone do nowo utworzonej gromady Wyszków w tymże powiecie.
31 grudnia 1961 wyłączone z gromady Wyszków i włączone do Wyszkowa.